# 400 mètres masculin aux Jeux olympiques d'été de 2012 (athlétisme)
Navigation
Pékin 2008 Rio 2016
L'épreuve du 400 mètres masculin aux Jeux olympiques de 2012 a lieu les 4, 5 et 6 août dans le Stade olympique de Londres.
Les limites de quaifications étaient de 45 s 30 (limite A) et 45 s 90 (limite B).

## Records
Avant cette compétition, les records dans cette discipline étaient les suivants :
| Record du monde  | 43 s 18 | Michael Johnson | États-Unis | 26 août 1999    | Séville |
| Record olympique | 43 s 49 | Michael Johnson | États-Unis | 29 juillet 1996 | Atlanta |

## Médaillés
| Or           | Argent          | Bronze         |
| Kirani James | Luguelín Santos | Lalonde Gordon |

## Résultats

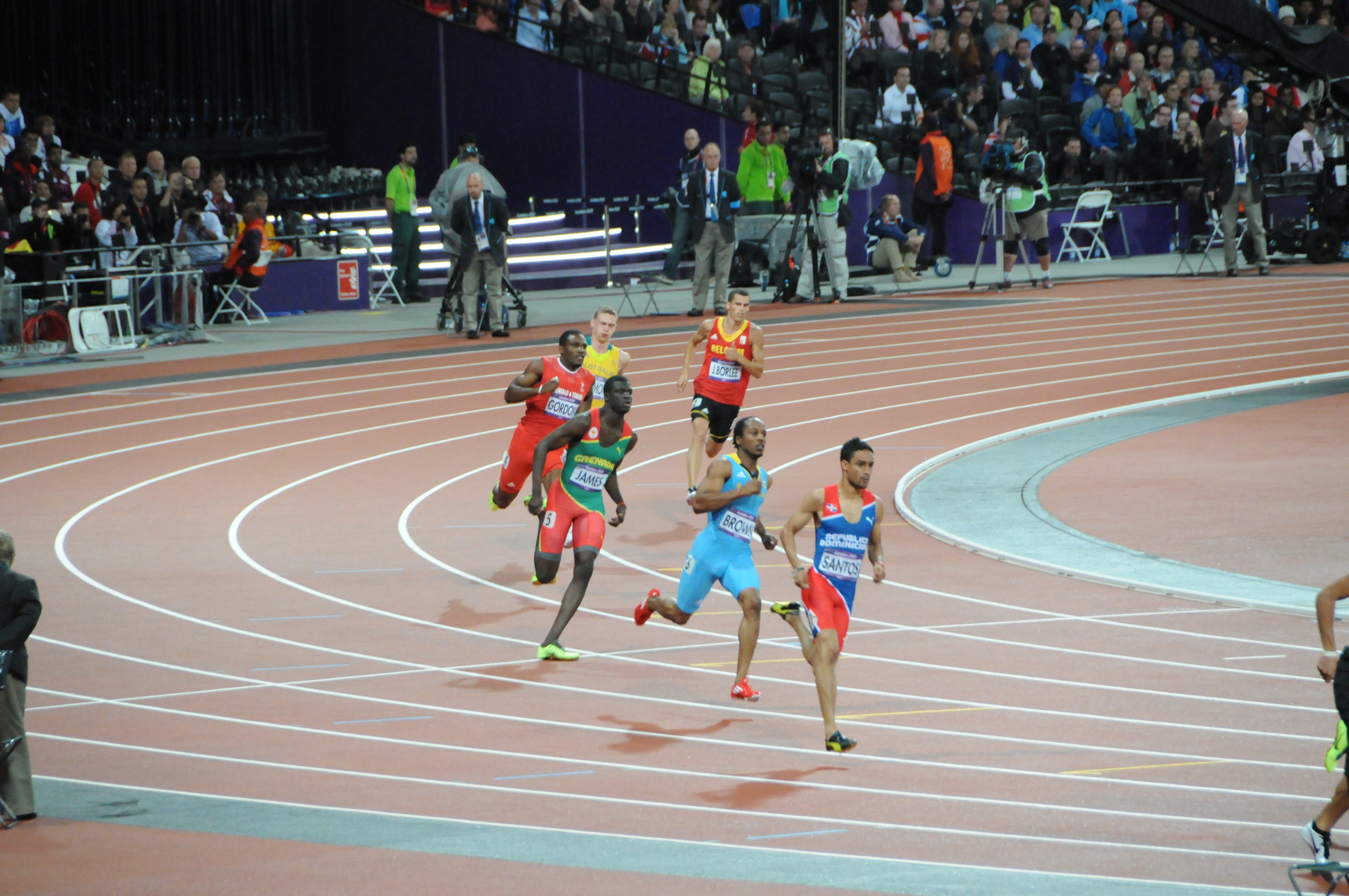
Finale du 400m des championnats olympiques de Londres, 2012

### Finale (6 août)
| Rang                                | Ligne | Athlète          | Nationalité            | Temps de réaction | Résultat | Notes |
| ----------------------------------- | ----- | ---------------- | ---------------------- | ----------------- | -------- | ----- |
| Médaille d'or, Jeux olympiques      | 5     | Kirani James     | Grenade                | 0 s 163           | 43 s 94  | NR    |
| Médaille d'argent, Jeux olympiques  | 7     | Luguelín Santos  | République dominicaine | 0 s 185           | 44 s 46  |       |
| Médaille de bronze, Jeux olympiques | 4     | Lalonde Gordon   | Trinité-et-Tobago      | 0 s 159           | 44 s 52  | PB    |
| 4                                   | 6     | Chris Brown      | Bahamas                | 0 s 166           | 44 s 79  |       |
| 5                                   | 9     | Kévin Borlée     | Belgique               | 0 s 151           | 44 s 81  |       |
| 6                                   | 2     | Jonathan Borlée  | Belgique               | 0 s 173           | 44 s 83  |       |
| 7                                   | 8     | Demetrius Pinder | Bahamas                | 0 s 153           | 44 s 98  |       |
| 8                                   | 3     | Steven Solomon   | Australie              | 0 s 143           | 45 s 14  |       |

### Demi-finales (5 août)

#### Demi-finale 1
| Rang | Ligne | Athlète          | Nationalité                 | TR      | Résultat | Notes | Qualif. |
| ---- | ----- | ---------------- | --------------------------- | ------- | -------- | ----- | ------- |
| 1    | 7     | Lalonde Gordon   | Trinité-et-Tobago           | 0 s 168 | 44 s 58  | PB    | Q       |
| 2    | 5     | Demetrius Pinder | Bahamas                     | 0 s 161 | 44 s 94  |       | Q       |
| 3    | 6     | Steven Solomon   | Australie                   | 0 s 188 | 44 s 97  | PB    | q       |
| 4    | 9     | Rabah Yousif     | Soudan                      | 0 s 178 | 45 s 13  | PB    |         |
| 5    | 4     | Pavel Maslák     | République tchèque          | 0 s 166 | 45 s 15  |       |         |
| 6    | 2     | Tabarie Henry    | Îles Vierges des États-Unis | 0 s 167 | 45 s 19  | SB    |         |
| 7    | 8     | Pavel Trenikhin  | Russie                      | 0 s 198 | 45 s 35  |       |         |
| 8    | 3     | Conrad Williams  | Grande-Bretagne             | 0 s 153 | 45 s 53  |       |         |

#### Demi-finale 2
| Rang | Ligne | Athlète         | Nationalité     | TR      | Résultat | Notes | Qualif. |
| ---- | ----- | --------------- | --------------- | ------- | -------- | ----- | ------- |
| 1    | 7     | Kirani James    | Grenade         | 0 s 170 | 44 s 59  | SB    | Q       |
| 2    | 6     | Chris Brown     | Bahamas         | 0 s 174 | 44 s 67  | SB    | Q       |
| 3    | 4     | Jonathan Borlée | Belgique        | 0 s 164 | 44 s 99  |       | q       |
| 4    | 9     | Tony McQuay     | États-Unis      | 0 s 230 | 45 s 31  |       |         |
| DQ   | 8     | Maksim Dyldin   | Russie          | 0 s 168 | 45 s 39  |       |         |
| 6    | 3     | Nigel Levine    | Grande-Bretagne | 0 s 146 | 45 s 64  |       |         |
| 7    | 2     | Albert Bravo    | Venezuela       | 0 s 185 | 46 s 22  |       |         |
| 8    | 5     | Oscar Pistorius | Afrique du Sud  | 0 s 254 | 46 s 54  |       |         |

#### Demi-finale 3
| Rang | Ligne | Athlète              | Nationalité            | TR      | Résultat      | Notes | Qualif. |
| ---- | ----- | -------------------- | ---------------------- | ------- | ------------- | ----- | ------- |
| 1    | 5     | Luguelín Santos      | République dominicaine | 0 s 155 | 44 s 78       |       | Q       |
| 2    | 4     | Kévin Borlée         | Belgique               | 0 s 147 | 44 s 84       |       | Q       |
| 3    | 6     | Bryshon Nellum       | États-Unis             | 0 s 173 | 45 s 02       |       |         |
| 4    | 8     | Ramon Miller         | Bahamas                | 0 s 190 | 45 s 11       |       |         |
| 5    | 7     | Martyn Rooney        | Grande-Bretagne        | 0 s 186 | 45 s 31       |       |         |
| 6    | 2     | Dane Hyatt           | Jamaïque               | 0 s 159 | 45 s 59       |       |         |
| 7    | 9     | Yousef Ahmed Masrahi | Arabie saoudite        | 0 s 146 | 45 s 91       |       |         |
| 8    | 3     | Liemarvin Bonevacia  | IOA                    | 0 s 153 | 1 min 36 s 42 |       |         |

### Séries (4 août)
| Rang | Athlète                  | Nationalité            | TR      | Résultat | Notes |
| ---- | ------------------------ | ---------------------- | ------- | -------- | ----- |
| 1    | Luguelín Santos          | République dominicaine | 0 s 187 | 45 s 04  | Q     |
| 2    | Oscar Pistorius          | Afrique du Sud         | 0 s 236 | 45 s 44  | Q, SB |
| 3    | Maksim Dyldin            | Russie                 | 0 s 190 | 45 s 52  | Q     |
| 4    | Rusheen McDonald         | Jamaïque               | 0 s 243 | 46 s 67  |       |
| 5    | Vitaliy Butrym           | Ukraine                | 0 s 165 | 47 s 62  |       |
|      | Ahmed Mohamed Al-Merjabi | Oman                   |         |          | DNS   |
|      | Renny Quow               | Trinité-et-Tobago      |         |          | DNS   |

| Rang | Athlète             | Nationalité       | TR      | Résultat | Notes |
| ---- | ------------------- | ----------------- | ------- | -------- | ----- |
| 1    | Kirani James        | Grenade           | 0 s 173 | 45 s 23  | Q     |
| 2    | Ramon Miller        | Bahamas           | 0 s 160 | 45 s 57  | Q     |
| 3    | Liemarvin Bonevacia | IOA               | 0 s 232 | 45 s 60  | Q, PB |
| 4    | Isaac Makwala       | Botswana          | 0 s 211 | 45 s 67  |       |
| 5    | Deon Lendore        | Trinité-et-Tobago | 0 s 205 | 45 s 81  |       |
| 6    | Daundre Barnaby     | Canada            | 0 s 171 | 46 s 04  |       |
| 7    | Bereket Desta       | Éthiopie          | 0 s 224 | 47 s 40  |       |
| 8    | Bahaa Al Farra      | Palestine         | 0 s 212 | 49 s 93  | SB    |

| Rang | Athlète                  | Nationalité               | TR      | Résultat | Notes |
| ---- | ------------------------ | ------------------------- | ------- | -------- | ----- |
| 1    | Jonathan Borlée          | Belgique                  | 0 s 179 | 44 s 43  | Q, NR |
| 2    | Pavel Maslák             | République tchèque        | 0 s 186 | 44 s 91  | Q, NR |
| 3    | Pavel Trenikhin          | Russie                    | 0 s 194 | 45 s 00  | Q, PB |
| 4    | Dane Hyatt               | Jamaïque                  | 0 s 261 | 45 s 14  | q     |
| 5    | Donald Sanford           | Israël                    | 0 s 168 | 45 s 71  | SB    |
| 6    | Nelson Stone             | Papouasie-Nouvelle-Guinée | 0 s 193 | 46 s 71  | SB    |
| 7    | Sergej Zaikov            | Kazakhstan                | 0 s 209 | 47 s 12  |       |
| 8    | Ak Hafiy Tajuddin Rositi | Brunei                    | 0 s 188 | 48 s 67  | PB    |

| Rang | Athlète              | Nationalité                 | TR      | Résultat | Notes |
| ---- | -------------------- | --------------------------- | ------- | -------- | ----- |
| 1    | Demetrius Pinder     | Bahamas                     | 0 s 151 | 44 s 92  | Q     |
| 2    | Bryshon Nellum       | États-Unis                  | 0 s 191 | 45 s 29  | Q     |
| 3    | Yousef Ahmed Masrahi | Arabie saoudite             | 0 s 147 | 45 s 43  | Q, PB |
| 4    | Tabarie Henry        | Îles Vierges des États-Unis | 0 s 176 | 45 s 43  | q     |
| 5    | Albert Bravo         | Venezuela                   | 0 s 197 | 45 s 61  | q, PB |
| 6    | Jermaine Gonzales    | Jamaïque                    | 0 s 171 | 46 s 21  |       |
| 7    | Kristijan Efremov    | Macédoine                   | 0 s 229 | 47 s 92  | PB    |
| 8    | Zaw Win Thet         | Birmanie                    | 0 s 181 | 50 s 07  |       |

| Rang | Athlète         | Nationalité     | TR      | Résultat | Notes |
| ---- | --------------- | --------------- | ------- | -------- | ----- |
| 1    | Chris Brown     | Bahamas         | 0 s 171 | 45 s 40  | Q     |
| 2    | Tony McQuay     | États-Unis      | 0 s 155 | 45 s 48  | Q     |
| 3    | Nigel Levine    | Grande-Bretagne | 0 s 148 | 45 s 58  | Q     |
| 4    | Yuzo Kanemaru   | Japon           | 0 s 156 | 46 s 01  |       |
| 5    | Jānis Leitis    | Lettonie        | 0 s 159 | 46 s 41  |       |
| 6    | Augusto Stanley | Paraguay        | 0 s 190 | 47 s 21  |       |

| Rang | Athlète           | Nationalité       | TR      | Résultat | Notes |
| ---- | ----------------- | ----------------- | ------- | -------- | ----- |
| 1    | Steven Solomon    | Australie         | 0 s 145 | 45 s 18  | Q, PB |
| 2    | Lalonde Gordon    | Trinité-et-Tobago | 0 s 178 | 45 s 43  | Q     |
| 3    | Conrad Williams   | Grande-Bretagne   | 0 s 164 | 46 s 12  | Q     |
| 4    | Marcell Deák-Nagy | Hongrie           | 0 s 186 | 46 s 17  |       |
| 5    | Winston George    | Guyana            | 0 s 245 | 46 s 86  |       |
| 6    | Sajjad Hashemi    | Iran              | 0 s 171 | 47 s 75  |       |
|      | Lashawn Merritt   | États-Unis        | 0 s 195 |          | DNF   |

| Rang | Athlète            | Nationalité     | TR      | Résultat | Notes |
| ---- | ------------------ | --------------- | ------- | -------- | ----- |
| 1    | Kévin Borlée       | Belgique        | 0 s 166 | 45 s 14  | Q     |
| 2    | Martyn Rooney      | Grande-Bretagne | 0 s 186 | 45 s 36  | Q     |
| 3    | Rabah Yousif       | Soudan          | 0 s 203 | 45 s 46  | Q     |
| 4    | Nery Brenes        | Costa Rica      | 0 s 237 | 45 s 65  |       |
| 5    | Erison Hurtault    | Dominique       | 0 s 158 | 46 s 05  | SB    |
| 6    | Marcin Marciniszyn | Pologne         | 0 s 180 | 46 s 35  |       |
|      | Mathieu Gnanligo   | Bénin           | 0 s 168 |          | DNF   |

## Légende
Records et Performances
- AR : Record continental (area record)
- CR : Record des championnats (championship record)
- MR : Record du meeting (meet record)
- NR : Record national (national record)
- OR : Record olympique (olympic record)
- PR : Record paralympique (paralympic record)
- PB : Record personnel (personal best)
- SB : Meilleure performance personnelle de la saison (season's best)
- WL : Meilleure performance mondiale de l'année (world leader)
- WJR : Record du monde junior (world junior record)
- WR : Record du monde (world record)

Circonstances et Conditions
- DNF : N'a pas terminé (did not finish)
- DNS : N'a pas pris le départ (did not start)
- DQ : Disqualification (disqualification)
- NM : Aucun essai valable enregistré (No Mark)
- Q : Qualifié « directement » au prochain tour (ou à la prochaine compétition), lors d'une compétition majeure, grâce au classement ou à la réalisation des minima (automatic qualifier)
- q : Qualifié au prochain tour (ou à la prochaine compétition), lors d'une compétition majeure, grâce au repêchage ou à la réalisation de l'une des meilleures performances parmi celles des « non qualifiés directement » (grâce au meilleur temps ou à la meilleure distance par exemple) (secondary qualifier)